# Shesh Ire
Shesh Ire est une souveraine de la période prédynastique de l'Égypte antique.
Elle serait l'épouse du roi Scorpion II et la mère du roi Narmer.